# I Know What You Did Last Summer
I Know What You Did Last Summer (bra: Eu Sei o que Vocês Fizeram no Verão Passado; prt: Sei O Que Fizeste no Verão Passado) é um filme slasher norte-americano de 1997, dos gêneros terror e suspense, dirigido por Jim Gillespie, com roteiro de Kevin Williamson baseado no romance homônimo de Lois Duncan, publicado em 1973. O filme centra-se em quatro jovens amigos que são perseguidos por um assassino empunhando um gancho um ano depois de encobrir um acidente de carro em que mataram um homem. O filme também se inspira na lenda urbana conhecida como Homem do Gancho (em inglês: The Hook ou The Hookman).
Depois de escrever Scream (lançado no ano anterior), Williamson foi abordado para adaptar o romance-fonte de Duncan pelo produtor Erik Feig. Onde o roteiro de Williamson para Scream continha elementos proeminentes de sátira e autorreferencialidade, sua adaptação cinematográfica de I Know What You Did Last Summer reformulou a trama central do romance para se parecer com um filme slasher da década de 1980. Filmado em locações na Califórnia e na Carolina do Norte na primavera de 1997, I Know What You Did Last Summer foi lançado nos cinemas na América do Norte em 17 de outubro de 1997. Recebeu críticas mistas dos críticos, mas obteve sucesso comercial, faturando US$125 milhões em todo o mundo com um orçamento de US$17 milhões e permanecendo em primeiro lugar nas bilheterias dos EUA por três semanas consecutivas. Também foi indicado e ganhou vários prêmios.
O filme foi seguido por duas sequências, I Still Know What You Did Last Summer (1998) e I'll Always Know What You Did Last Summer (2006). I Know What You Did Last Summer também foi parodiado e referenciado na cultura popular, e creditado ao lado de Scream por revitalizar o gênero slasher no final dos anos 90.

## Enredo
Durante a celebração do Dia da Independência dos Estados Unidos no ano de 1996 na cidade de Southport, no sul da Carolina do Norte, Julie James (interpretada por Jennifer Love Hewitt) e seus amigos Helen Shivers (interpretada por Sarah Michelle Gellar), Ray Bronson (interpretado por Freddie Prinze Jr) e Barry Cox (interpretado por Ryan Phillippe) estão se divertindo à noite na praia. Enquanto dirigiam por uma estrada pela costa, eles atropelam acidentalmente um pedestre, aparentemente o matando. Ocorre uma discussão entre os quatro jovens sobre o que deveriam fazer naquela situação, Julie, Helen e Ray pensam em ligar para a polícia, ao que Barry sugere irem embora do local o quanto antes, pois o acidente configuraria assassinato e teriam a pena de morte como punição. A discussão é subitamente interrompida quando Max Neurick, amigo de Julie, passa pela estrada de carro. Embora desconfie dos danos no carro em decorrência do acidente, Julie, que encarrega-se de mantê-lo ocupado enquanto o restante do grupo remove o corpo da estrada, o convence do contrário e ele deixa local. O grupo então carrega o corpo até uma doca e decide jogá-lo no mar, no entanto, ao fazê-lo, o homem inesperadamente desperta e em seguida os ataca, mas Barry o empurra no mar, sendo posteriormente encontrado afogado. Após isso, Barry, transtornado com o que testemunhou, faz os três jurarem nunca mais falar sobre o que ocorreu naquele verão, o que eles relutantemente fazem.
Um ano após, em 1997, a vida dos quatro jovens havia tomado rumos separados. Julie, ainda não completamente restituída do que testemunhara, retorna do colégio à sua casa, quando a sua mãe lhe entrega uma carta sem endereço dizendo apenas "Eu sei o que vocês fizeram no verão passado!" Julie vai à loja de roupas da irmã de Helen, Elsa Shivers, perguntar pela mesma, que estaria até então em Nova Iorque, como havia planejado no ano passado, mas encontra-a trabalhando na loja junto à sua irmã. Após contá-la sobre a carta, ambas vão atrás de Barry fazer o mesmo, mas ele não acredita e, ao insistirem, as relembra em tom ameaçador sobre não falarem sobre o ocorrido. Barry eventualmente concorda em ir com elas até o porto de Southport encontrar Ray, que não o viam desde o último verão, no entanto, ele havia ido atrás de Max, convencido de que era ele o autor da carta. Barry encontra Max e o leva a uma área isolada do seu local de trabalho, onde o confronta e ameaça matá-lo, embora ele admita não saber do que estava falando. Julie acaba encontrando Ray trabalhando no porto como pescador e lhe conta sobre a carta, cujo autor, assim como Barry, ele sugere ser o Max, que, ao voltar ao trabalho, é morto por um homem misterioso vestindo uma capa de pescador e empunhando o mesmo gancho que Barry usou para ameaçá-lo antes.
Após o reencontro com Ray, Helen havia retornado à loja de roupas e Barry deixou o grupo, posteriormente dirigindo-se para a academia, onde encontra uma nota em seu armário dizendo "Eu sei." Após procurar pela fonte de estranhos ruídos que ouviu, Barry tem a sua jaqueta roubada e corre para fora ao perceber que alguém estava dirigindo o seu carro, que ele pensa ser o Max. Após persegui-lo sem sucesso, Barry é forçado a fugir enquanto é perseguido, mas acaba sendo atropelado pelo carro contra uma parede, que se quebra no impacto, acidentando-se consideravelmente. Enquanto exclamava ferido por ajuda, o mesmo homem que havia assassinado Max, ainda vestindo capa de pescador, revela-se ser quem o atropelou e, embora ameace matá-lo, o deixa vivo, sendo eventualmente levado para o hospital. Após certificarem-se de que Barry estava se recuperando no hospital, Julie e Helen pesquisam sobre David Egan, que, segundo Julie, era o nome do homem que haviam atropelado no verão passado e cuja morte havia saído no jornal, onde teria sido identificado como tal. Ambas dirigem-se à casa de Melissa Egan, que descobriram ser a irmã de David, a fim de coletar mais informações. Ela os conta da vida que o irmão levava e de como que a sua morte impactou a sua família de modo que terminou por morar sozinha, além de mencionar um amigo de seu irmão chamado Billy Blue, que a visitou após a sua morte para lhe prestar condolências, o que faz com que Julie posteriormente se culpe pela sua morte. Ao retornarem à noite, Julie leva Helen à sua casa e ambas têm uma breve discussão ainda no carro sobre a investigação. Julie está determinada a procurar por Billy Blue, mas Helen sugere que David Egan teria cruzado o seu caminho propositadamente para se matar pelo fardo que carregava da morte da sua namorada, como contou Melissa. Naquela noite, enquanto Helen dormia, o assassino entrou em seu quarto, cortou os seus cabelos e escreveu "Em breve" em seu espelho. Na manhã seguinte, Julie encontra o corpo de Max vestindo a jaqueta roubada de Barry no porta-malas de seu carro, o que a faz ir desesperadamente comunicar a Barry e Helen sobre o que encontrou. Quando os três verificam-no novamente, no entanto, o corpo já havia sumido. Ray encontra o grupo novamente e é imediatamente golpeado por Barry, que conclui ser ele o responsável por tudo que aconteceu, mas Julie consegue contê-lo, é quando Ray confessa também ter recebido uma carta do assassino.
Após uma recapitulação de tudo, é decidido que Julie levaria à Melissa um anuário que encontraram para certificar-se de que era do Billy Blue, enquanto Barry e Helen participariam da comemoração anual do 4 de Julho para tentar identificar o assassino entre a multidão. Do alto de um carro alegórico, Helen suspeita de um dos muitos homens na ocasião que vestiam capa de pescador e exclama para Barry, que imediatamente o persegue, mas descobre ser apenas mais um homem comum. Enquanto isso, ao encontrá-la por uma segunda vez, Melissa revela à Julie que o seu irmão teria de fato se matado, mostrando-lhe em seguida um bilhete que teria sido deixado pelo próprio David dizendo "Nunca esquecerei do último verão." Relacionando-a com a carta que havia recebido, Julie alerta Melissa de que aquela mensagem tratava-se na verdade de uma ameaça de morte e acaba por confessar o que haviam feito no verão passado, o que incomoda Melissa e a pedi-la para sair de sua casa. Helen, que ano passado havia vencido um concurso de beleza e estava no evento pois teria de passar a tiara à próxima vencedora, testemunha Barry ser morto em uma sacada pelo assassino, o que imediatamente a faz correr em desespero ao seu amparo enquanto exclama para ajudarem-no, sendo impedida pela numerosa plateia. Um policial que estava no evento tenta acalmá-la e investiga o local onde Barry foi morto, mas não encontra o seu corpo, tampouco o assassino, e decide levá-la de volta à sua casa. Durante o percurso, ao descer da sua viatura para oferecer ajuda a um homem com o seu carro, este revela-se ser o assassino e rapidamente o mata com o seu gancho, forçando Helen a quebrar o vidro do veículo e fugir. Ela encontra a loja da sua irmã, que ainda estava trabalhando, e decide se esconder lá, implorando para Elsa trancar todas as portas da loja e chamar a polícia, no entanto, o assassino adentra-a em tempo pelos fundos e mata Elsa, forçando Helen a jogar-se de uma janela para escapar, ferindo-se no processo. Agora fugindo pelos becos da cidade, Helen eventualmente chega a uma rua onde ainda está ocorrendo o desfile, no entanto, antes de prosseguir para a mesma, o assassino aparece subitamente, empurra-a para detrás de pneus e a mata a poucos metros donde o desfile ocorria.
Durante a sua pesquisa, Julie encontra um artigo que menciona Ben Willis, pai de Susie, a namorada de David, e conclui que havia sido Ben quem eles haviam atropelado naquela noite, pouco após este ter matado David, uma vez que mesmo no dia Julie percebera o nome "Susie" tatuado em seu antebraço e o relatara à Melissa na sua segunda visita como suposta prova de ser o seu irmão, mas esta afirmou que David não possuía nenhuma tatuagem. Julie imediatamente dirige-se para o porto onde Ray estava em seu barco para contar-lhe sobre esta sua conclusão, que ele pensa ser loucura e em seguida a convida para entrar no barco, mas Julie, ao perceber estar inscrito "Billy Blue" no mesmo, conclui que Ray é o amigo que Melissa mencionara e que seria portanto o real assassino. Enquanto Ray persegue Julie pela doca do porto, ele é subitamente golpeado por um homem que o faz cair no chão e diz à Julie correr para o seu barco. Dentro deste, observando diversas fotos e notícias ali reunidas relacionados a ela e ao grupo, Julie questiona se aquele homem que aparentemente lhe havia ajudado não é Ben Willis que pensavam ter matado, o que é confirmado por ele próprio, agora sem capa de pescador, após ter zarpado o barco, no qual está inscrito "Doce Susie". Julie foge desesperadamente de Ben pelo barco e esconde-se de em seu interior, onde descobre estar os corpos de todas as suas vítimas. Ben acaba descobrindo onde Julie estava, o que a faz gritar em agonia, mas ele subitamente colapsa no chão ao ser fortemente atingido no rosto por uma roldana por interferência de Ray, que havia voltado para resgatar Julie. Ao levá-la para o convés, no entanto, Ben desperta e golpeia Ray, que nem pôde reagir. Julie tenta fugir mas é impedida por Ben ao agarrá-la em seu pescoço, preparando-se para matá-la logo em seguida. Em um último esforço, Ray consegue prender a mão de Ben que empunhava o gancho em um dos cabos do barco e o propulsiona para cima, decepando-lhe esta mão ao passá-la por uma outra roldana e, por fim, o faz cair no mar. Eventualmente, a polícia chega no local e realiza uma perícia em busca do corpo do assassino enquanto são assistidos por Julie e Ray em uma das docas, que negam a um oficial saberem o porquê do assassino querê-los mortos, em seguida é revelada presa em uma rede a mão decepada de Ben, ainda com o gancho empunhe, mas não encontram o seu corpo.
Um ano se passa. Julie, já restituída do que testemunhara em Southport, estava no vestiário feminino preparando-se para tomar um banho quando recebe uma correspondência de alguém, a qual não possui endereço algum, deixando-a preocupada. Ao lê-la, descobre tratar-se apenas de um convite para uma festa. Ao ir tomar banho, no entanto, Julie lê no vapor do vidro escrito "Eu ainda sei." Poucos segundos após, o vidro quebra-se ao saltar uma figura preta em sua direção.

## Elenco
- Jennifer Love Hewitt como Julie James
- Sarah Michelle Gellar como Helen Shivers
- Ryan Phillippe como Barry William Cox
- Freddie Prinze Jr como Ray Bronson
- Bridgette Wilson como Elsa Shivers
- Anne Heche como Melissa Egan
- Muse Watson como Ben Willis
- Johnny Galecki como Max Neurick
- Stuart Greer como oficial Caporizo

## Produção

### Roteiro
I Know What You Did Last Summer foi um roteiro escrito por Kevin Williamson vários anos antes, que foi levado à produção pela Columbia Pictures após o sucesso de Scream (1996), escrito por Williamson. Foi baseado no romance de mesmo nome de 1973 por Lois Duncan, um romance de suspense orientado para os jovens sobre quatro jovens que estão envolvidos em um acidente de carro envolvendo um menino. O produtor Erik Feig lançou a ideia de uma adaptação para a Mandalay Entertainment e, posteriormente, nomeou Williamson para reorganizar os elementos centrais do romance de Duncan, tornando o roteiro mais parecido com um filme slasher dos anos 80. Inspirado por seu pai, que era pescador comercial, Williamson mudou o cenário do romance para uma pequena vila de pescadores e fez do vilão um pescador empunhando anzol.
O assassino com um gancho é uma referência à lenda urbana Homem do Gancho, que os quatro personagens principais contam no início do filme em torno de uma fogueira. Segundo Williamson, ele escreveu a cena como uma maneira de indicar o que estava por vir: "Basicamente, o que eu estava fazendo era definir a estrutura para dizer: 'Tudo bem, público: essa é a lenda. Agora, aqui está uma nova'". Ao contrário do roteiro de Williamson para o contemporâneo do filme, Scream (1996), que incorporou a sátira do filme slasher, I Know What You Did Last Summer foi escrito mais como um filme slasher direto.
 Gillespie comentou em 2008: "A alegria deste filme para mim como cineasta foi pegar os elementos que já vimos antes e dizer ao público: 'Aqui está algo que você já viu antes' — sabendo que eles estão dizendo 'Já vimos isso antes' — e ainda fazendo com que eles pulem". Gillespie também afirmou que achava que o roteiro de Williamson não se parecia com um "filme de terror slasher" e que ele o via simplesmente como "uma história realmente boa", com um conto de moralidade embutido nele.

### Elenco
Segundo o produtor Stokely Chaffin, os produtores procuravam atores "bonitos, mas simpáticos". O diretor Gillespie lembrou que, embora ele não estivesse familiarizado com o material-fonte do roteiro, "cerca de 60 a 65%" das jovens mulheres que fizeram o teste haviam lido o romance quando crianças. Jennifer Love Hewitt, que na época era conhecida principalmente por seu papel na série de televisão Party of Five, foi escolhida para Julie James com base em sua "capacidade de projetar vulnerabilidade", que os produtores, diretor Gillespie, e o escritor Williamson concordaram por unanimidade. Inicialmente, Hewitt foi considerado para o papel de Helen. Para o papel de Barry, a equipe imaginou um ator com a aparência de um quarterback de 1,88 m, já que o personagem havia sido escrito como uma figura intimidadora. Ryan Phillipe finalmente foi escalado para o papel baseado em sua audição, apesar do fato de ele não ser tão alto quanto o roteiro havia exigido. O diretor Gillespie escolheu Freddie Prinze Jr. para o papel de Ray, porque achava que o próprio Prinze tinha uma qualidade de "homem comum", muito parecido com o personagem.
Sarah Michelle Gellar foi a última das protagonistas a ser escolhida no papel de Helen. Como Hewitt, Gellar também era conhecido pelo público americano na época por seus papéis na televisão, principalmente como a titular Buffy Summers em Buffy the Vampire Slayer. Gillespie comentou sobre a escolha de Gellar: "Eu queria uma atriz que tivesse um carinho especial por ela, mas que ainda pudesse parecer uma cadela". Para o papel coadjuvante de Missy, Gillespie procurou uma atriz com presença significativa na tela, pois a personagem, apesar de aparecer em apenas duas cenas, é central para vários pontos importantes da trama. Anne Heche foi escalada para o papel, que ela lembrava ser dois dias de trabalho que exigiam que ela fosse "assustadora".

### Filmagem

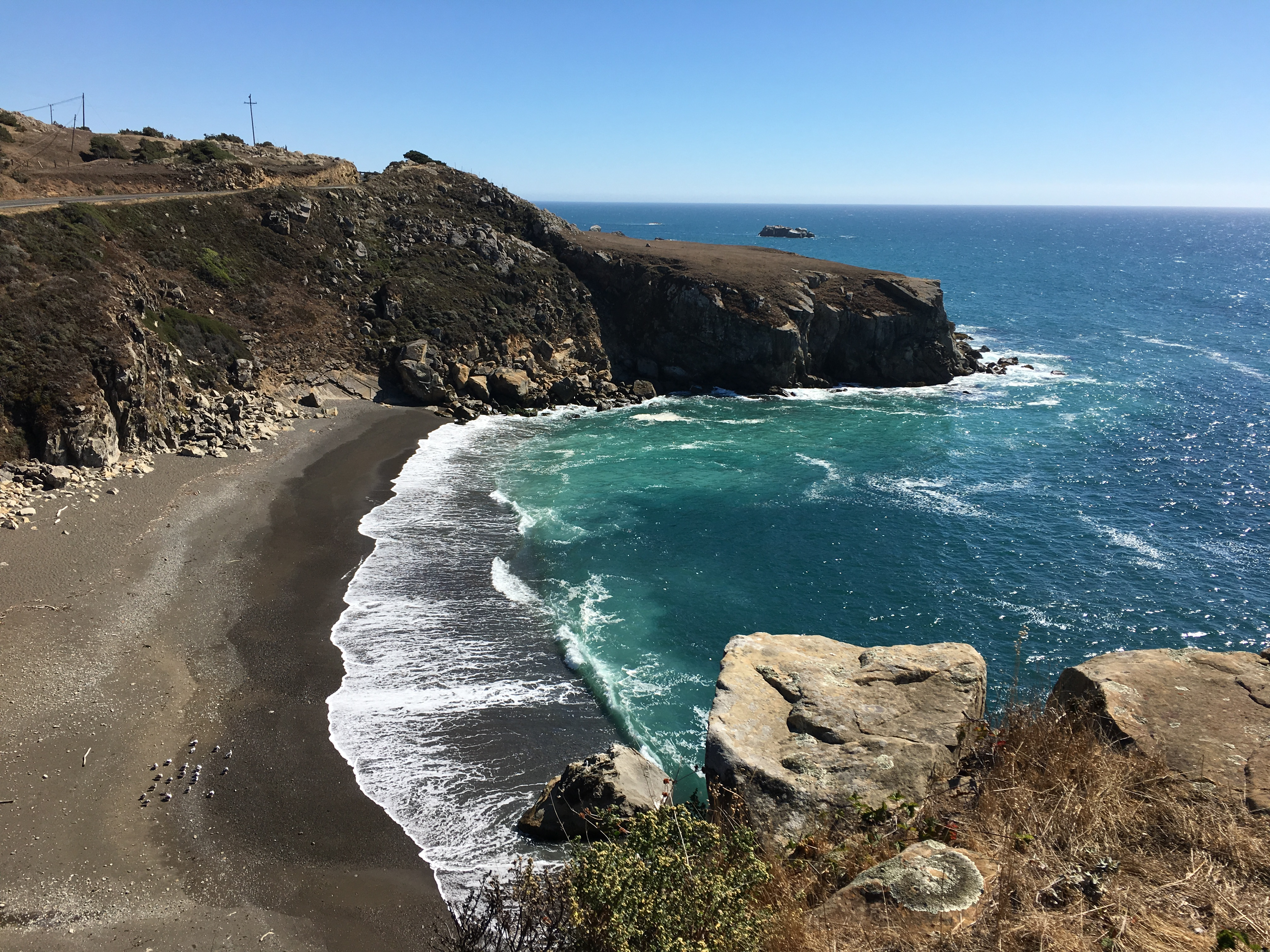
O penhasco e a rocha mostrados no início do filme, rodados em Kolmer Gulch, perto de Jenner, Califórnia

O diretor escocês Jim Gillespie foi contratado para dirigir o filme depois de ter sido sugerido pelo escritor Williamson. A filmagem principal começou em 31 de março de 1997 e ocorreu durante um período de dez semanas durante o final da primavera e início do verão de 1997. Aproximadamente sete semanas da gravações de dez semanas ocorreram à noite, o que Gillespie diz ser difícil para o elenco e a equipe, e também causou comoção nos principais locais das pequenas cidades em que eles filmaram. Gillespie criou um esquema de cores com o diretor de fotografia Denis Crossan que foi marcado por azuis pesados por toda parte, e uma notável falta de cores brilhantes.

A curva cega onde o acidente de carro ocorre no início do filme, filmado em Kolmer Gulch, perto de Jenner, Califórnia

Para o início do filme, as áreas costeiras do Condado de Sonoma, na Califórnia, substituíram a Carolina do Norte, onde o filme se passa. As gravações iniciais do pôr-do-sol em uma costa acidentada foram filmadas em Kolmer Gulch, ao norte da cidade de Jenner, na Pacific Coast Highway. A cena do acidente de carro também foi filmada na Pacific Coast Highway na mesma área. A cena em que os quatro amigos estão sentados em volta de uma fogueira na praia ao lado de um barco naufragado foi inspirada em uma pintura que Gillespie vira em um livro de referência; para obter a imagem, o departamento de arte comprou um barco velho em Bodega Bay, cortou-o ao meio e colocou-o na praia.

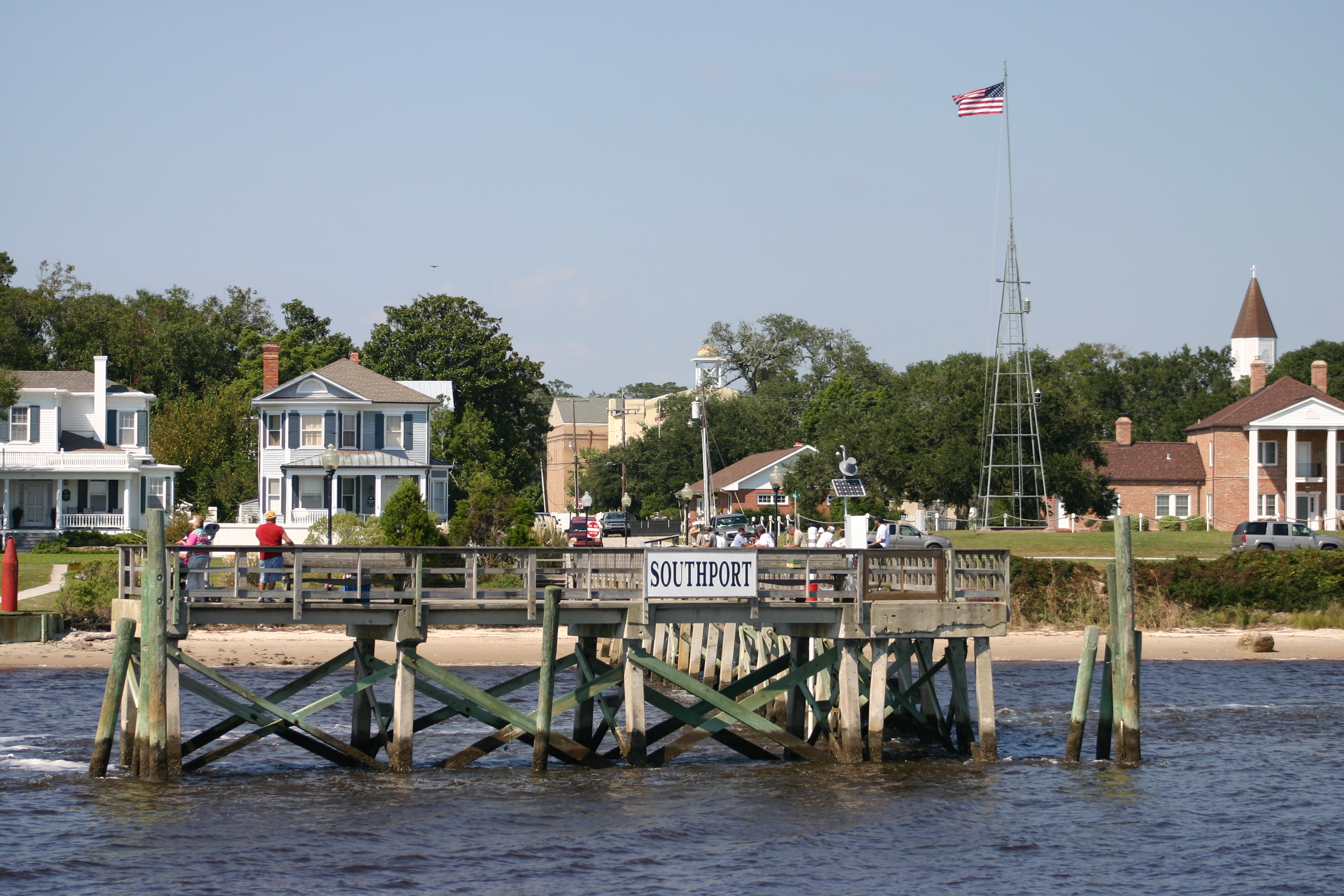
A maioria do filme foi ambientada em Southport, Carolina do Norte

As cenas restantes foram filmadas principalmente na cidade de Southport, Carolina do Norte. Os locais específicos incluíam o Amuzu Theater, onde o concurso de beleza é realizado, a Old Yacht Basin e a Southport Fish Company. A casa de Julie fica na Short Street, ao norte de Southport Marina. As sequências diurnas gravadas na marina mostram vários navios atravessando a água; apesar de embarcações reais, o tráfego de barcos foi orquestrado por um coordenador de tráfego marítimo para fazer a hidrovia parecer animada. O cenário da Shivers Department Store no filme foi descoberto em Southport pelo diretor Gillespie, que ficou tão impressionado com a localização que reformulou elementos do roteiro para incorporá-lo ao filme; acabou se tornando o cenário principal da sequência de perseguição estendida de Helen com o assassino. As sequências externas do campus da faculdade de Julie em Boston foram filmadas na Universidade Duke, enquanto a sequência do hospital foi filmada no Dosher Memorial Hospital de Southport, em uma ala não utilizada do hospital.
A sequência final do barco foi filmada em um navio de água no Rio Cape Fear, o que se mostrou difícil para os atores e a equipe. Segundo Gillespie, os cineastas quase perderam o barco ao tentar atracar devido às águas voláteis, após o que foram forçados a sair e filmar outras imagens até o dia seguinte.

## Pós-produção
Gillespie optou por filmar praticamente nenhum sangue na tela, pois não queria que o filme fosse excessivamente gratuito em termos de violência. A cena em que Elsa cortou a garganta enquanto estava de pé contra uma porta de vidro havia sido gravada por trás, sem que sangue aparecesse no vidro; no entanto, o produtor Feig temia que a cena parecesse "medicamente impossível", após a qual Gillespie a retrocedeu (filmagem pós-principal) com um efeito visual de sangue espirrando através do vidro. Após as sessões de teste do filme, Gillespie e os produtores decidiram que uma sequência de mortes precisava ocorrer no início do filme para estabelecer uma sensação de perigo legítimo para os personagens principais. A cena em que Max é assassinado na fábrica de caranguejos foi posteriormente filmada e implementada no corte final para conseguir isso (no roteiro original, seu personagem não foi morto).
O final original do filme apresentava uma sequência na qual Julie recebe um e-mail com a seguinte mensagem: "Eu ainda sei". Esse final foi descartado para o final mais dramático apresentado no corte final do filme, no qual Julie encontra a mesma mensagem rabiscada em um chuveiro pouco antes do assassino bater no vidro. Esta filmagem também foi filmada após a filmagem principal, no estúdio ao lado de onde Hewitt estava filmando Party of Five.

## Lançamento

### Promoção
Antecipando o lançamento do filme, o distribuidor Columbia Pictures iniciou uma campanha de marketing de verão que apresentava o filme como "Do criador de Scream". Miramax Pictures posteriormente entrou com uma ação contra a Columbia, alegando que a alegação era imprecisa, já que o diretor de Scream era Wes Craven, não Williamson. Na semana seguinte ao lançamento nos cinemas do filme, um juiz federal concedeu à Miramax uma liminar exigindo que a Columbia removesse a alegação de sua campanha publicitária. Williamson havia solicitado sua remoção antes de vê-la em um pôster de cinema.
A Miramax venceu uma ação subsequente contra a Columbia durante uma audiência em março de 1998; em um comunicado à imprensa, o executivo Bob Weinstein observou planos para "prosseguir vigorosamente" as reivindicações de danos contra a Columbia Pictures por seu uso.

### Bilheteria
I Know What You Did Last Summer, estreou nos cinemas na América do Norte em 17 de outubro de 1997. O filme havia sido feito com um orçamento de US$17 milhões, mas já em seu fim de semana de estreia arrecadou US$15,818,645 em 2,524 cinemas nos Estados Unidos e Canadá, estreando em primeiro lugar; permaneceu na posição número um por mais dois finais de semana. Ao final de sua exibição nos cinemas em dezembro de 1997, havia arrecadado US$72,586,134 nos EUA e no Canadá e US$53 milhões em outros países, totalizando um total mundial de US$126 milhões.
De acordo com dados compilados pelo Box Office Mojo, I Know What You Did Last Summer é o sexto filme slasher de maior bilheteria em 2019.

## Prêmios e indicações
| Ano  | Cerimônia                       | Categoria                                                                                | Resultado |
| ---- | ------------------------------- | ---------------------------------------------------------------------------------------- | --------- |
| 1998 | ASCAP Award                     | Top Box Office Films - John Debney[carece de fontes?]                                    | Indicado  |
| 1998 | Saturn Award                    | Melhor filme de assassino[carece de fontes?]                                             | Ganhou    |
| 1998 | Blockbuster Entertainment Award | Revelação feminina favorita, atriz favorita - Jennifer Love Hewitt[carece de fontes?]    | Ganhou    |
| 1998 | Blockbuster Entertainment Award | Atriz favorita coadjuvante de filme de terror - Sarah Michelle Gellar[carece de fontes?] | Ganhou    |
| 1998 | Blockbuster Entertainment Award | Ator favorito de filme de terror - Freddie Prinze Jr.[carece de fontes?]                 | Indicado  |
| 1998 | Blockbuster Entertainment Award | Atriz favorita de filme de terror - Jennifer Love Hewitt[carece de fontes?]              | Indicado  |
| 1998 | Blockbuster Entertainment Award | Ator favorito coadjuvante - Ryan Phillippe[carece de fontes?]                            | Indicado  |
| 1998 | IHG Award                       | Melhor filme[carece de fontes?]                                                          | Indicado  |
| 1998 | MTV Movie Awards                | Melhor desempenho de novato - Sarah Michelle Gellar[carece de fontes?]                   | Ganhou    |
| 1998 | Young Artist Awards             | Melhor desempenho em um filme característico - Jennifer Love Hewitt[carece de fontes?]   | Ganhou    |

## Música
O filme produziu duas trilhas sonoras. Um deles apresentou a trilha composta por John Debney, enquanto o outro continha várias músicas de rock encontradas no filme.

### Trilha sonora
| N.º | Título                             | Artist                        | Duração |  |
| 1.  | "Hush"                             | Kula Shaker                   | 2:55    |  |
| 2.  | "Summer Breeze"                    | Type O Negative               | 4:57    |  |
| 3.  | "D.U.I."                           | The Offspring                 | 2:26    |  |
| 4.  | "Kid"                              | Green Apple Quick Step        | 3:17    |  |
| 5.  | "This Ain't the Summer of Love""   | L7                            | 3:09    |  |
| 6.  | "Losin' It"                        | Soul Asylum                   | 3:01    |  |
| 7.  | "Hey Bulldog"                      | Toad the Wet Sprocket         | 2:31    |  |
| 8.  | "My Baby's Got the Strangest Ways" | Southern Culture on the Skids | 3:59    |  |
| 9.  | "Waterfall"                        | The Din Pedals                | 3:47    |  |
| 10. | "Clumsy"                           | Our Lady Peace                | 4:27    |  |
| 11. | "One Hundred Days"                 | Flick                         | 3:40    |  |
| 12. | "Great Life"                       | Goat                          | 3:50    |  |
| 13. | "2Wicky"                           | Hooverphonic                  | 4:44    |  |
| 14. | "Don't Mean Anything"              | Adam Cohen                    | 3:43    |  |
| 15. | "Proud"                            | Korn                          | 3:17    |  |

Músicas adicionais apresentadas no filme (mas não na trilha sonora):
- "Forgotten Too" by Ugly Beauty
- "Wake Up Call" by The Mighty Mighty Bosstones
- "Where Did You Sleep Last Night" by Lead Belly
- "You're a Grand Old Flag" by George M. Cohan
- "Beautiful Girl" by Bing Crosby
- "Free" by Ultra Naté

## Mídia doméstica
O filme foi lançado em DVD pela Columbia TriStar Home Video nos EUA em 16 de junho de 1998. Recursos especiais incluíam um trailer e comentários do cineasta.
A Sony Pictures Home Entertainment lançou o filme em Blu-ray pela primeira vez em 22 de julho de 2008, com recursos especiais adicionais, incluindo o curta-metragem do diretor, Joyride. Em 30 de setembro de 2014, a Mill Creek Entertainment relançou o filme em Blu-ray como um disco de orçamento, apresentando o filme sozinho, sem materiais extras.

## Sequências e séries de televisão
O filme foi seguido por I Still Know What You Did Last Summer (1998) e I'll Always Know What You Did Last Summer (2006). Na primeira sequência, Jennifer Love Hewitt, Freddie Prinze Jr. e Muse Watson reprisam seus papéis. A segunda sequência tem muito pouca relação com as duas primeiras, além da premissa, do vilão e dos produtores. Ele apresentava novos personagens e um cenário diferente.
Em 26 de julho de 2019, foi anunciado que a Amazon desenvolveria uma série de televisão com Neal H. Moritz e James Wan produzindo, e Shay Hatten escrevendo o piloto.

## Na cultura popular
I Know What You Did Last Summer, foi mencionado em vários filmes e séries de televisão, e seu enredo central foi parodiado em detalhes no filme paródia Scary Movie (2000).
Também foi parodiado em "Treehouse of Horror X" dos The Simpsons como "I Know What You Diddly-Did", com Ned Flanders como o assassino.

## Trabalhos citados
- Fahy, Thomas, ed. (2010). The Philosophy of Horror. [S.l.]: University Press of Kentucky. ISBN 978-0-813-13954-8
- Gillespie, Jim; Mirkovich, Steve (1998). I Know What You Did Last Summer: Audio commentary (DVD). Columbia TriStar Home Video.
- Harper, Jim (2004). Legacy of Blood: A Comprehensive Guide to Slasher Movies. [S.l.]: Critical Vision. ISBN 978-1-900-48639-2
- Murphy, Bernice (2009). The Suburban Gothic in American Popular Culture. [S.l.]: Palgrave Macmillan. ISBN 978-0-230-21810-9
- Rockoff, Adam (2016). Going to Pieces: The Rise and Fall of the Slasher Film, 1978–1986. [S.l.]: Macmillan. ISBN 978-0-786-49192-6
- Shary, Timothy (2012). Teen Movies: American Youth on Screen. [S.l.]: Columbia University Press. ISBN 978-0-231-50160-6